# Lac Tòrt de Rius
Le Lac Tòrt de Rius (en catalan) est un lac des Pyrénées, sur la commune de Naut Aran, dans la province de Lérida en Catalogne (Espagne).

## Description
Le Lac Tòrt de Rius est un lac de barrage, il est à une altitude de 2 348 m, a une superficie d'environ 40 ha et une profondeur de 25 m.